# 2013-as IWCC női labdarúgó-klubvilágbajnokság
A 2013-as IWCC női labdarúgó-klubvilágbajnokság, más néven mobcast kupa, a második nemzetközi női labdarúgókupa volt, melyet 2013. november 30-a és december 8-a között rendeztek meg Japánban.

## Részt vevő csapatok
A meghívott csapatokat Európa, Ausztrália, Dél-Amerika, Japán és a Nadesiko ligakupa győztesei alkották. Mivel az INAC Kóbe Leonessa nyerte meg a japán bajnokságot és a ligakupát is, ezért a bajnokság második helyezettjét, az NTV Belezát is meghívták. Az Egyesült Államokból is meghívtak egy meg nem nevezett csapatot, azonban az visszautasította a felkérést. Az Európa-bajnok Wolfsburg is visszautasította a szereplést, a Chelsea állt a helyükre.
| Csapat             | Megnyert bajnokság                        | Szövetség                    |
| ------------------ | ----------------------------------------- | ---------------------------- |
| Chelsea            | meghívott                                 | UEFA                         |
| Sydney FC          | 2012–2013-as W-League                     | Ausztrál labdarúgó-szövetség |
| Colo Colo          | 2012-es Copa Libertadores Femenina        | CONMEBOL                     |
| NTV Beleza         | 2013-as Nadesiko liga (második helyezett) | Japán labdarúgó-szövetség    |
| INAC Kóbe Leonessa | Nadesiko ligakupa                         | Japán labdarúgó-szövetség    |

## Mérkőzések
|  |               |               |               |               |   |         |         |       |
|  | Elődöntők     | Elődöntők     | Elődöntők     |               |   | Döntő   | Döntő   | Döntő |
|  | Elődöntők     | Elődöntők     | Elődöntők     |               |   | Döntő   | Döntő   | Döntő |
|  | december 4.   |               |               |               |   |         |         |       |
|  |               |               |               |               |   |         |         |       |
|  | Chelsea       | Chelsea       | 3             |               |   |         |         |       |
|  | Chelsea       | Chelsea       | 3             | december 8.   |   |         |         |       |
|  | Sydney FC     | Sydney FC     | 2             |               |   |         |         |       |
|  | Sydney FC     | Sydney FC     | 2             |               |   | Chelsea | Chelsea | 2     |
|  | december 4.   |               |               |               |   | Chelsea | Chelsea | 2     |
|  |               |               | Kóbe Leonessa | Kóbe Leonessa | 4 |         |         |       |
|  | Colo Colo     | Colo Colo     | Kóbe Leonessa | Kóbe Leonessa | 4 | 0       |         |       |
|  | Colo Colo     | Colo Colo     |               |               |   |         |         |       |
|  | Kóbe Leonessa | Kóbe Leonessa | 3             |               |   |         |         |       |
|  | Kóbe Leonessa | Kóbe Leonessa | 3             | Bronzmérkőzés |   |         |         |       |
|  |               |               |               |               |   |         |         |       |
|  | december 7.   |               |               |               |   |         |         |       |
|  |               |               |               |               |   |         |         |       |
|  | Sydney FC     | Sydney FC     | 3 (4)         |               |   |         |         |       |
|  | Sydney FC     | Sydney FC     | 3 (4)         |               |   |         |         |       |
|  | Colo Colo     | Colo Colo     | 3 (2)         |               |   |         |         |       |
|  | Colo Colo     | Colo Colo     | 3 (2)         |               |   |         |         |       |

### Első forduló
| 2013. november 30. 12:30 |

| Sydney FC | 1–0         | NTV Beleza |
| --------- | ----------- | ---------- |
| Kete 61'  | Jegyzőkönyv |            |

| Kanko Stadion, Kagosima Nézőszám: 1 652 Játékvezető: Csong Dzsijong (dél-koreai) |

### Elődöntők
| 2013. december 4. 18:00 |

| Colo Colo | 0–3         | INAC Kóbe Leonessa                            |
| --------- | ----------- | --------------------------------------------- |
|           | Jegyzőkönyv | Goebel-Yanez 15' Kavaszumi 39' Nakadzsima 61' |

| Kagosima Kamoike Stadion, Kagosima Nézőszám: 2 892 Játékvezető: Csin Liang (kínai) |

| 2013. december 4. 18:30 |

| Chelsea                        | 3–2         | Sydney FC               |
| ------------------------------ | ----------- | ----------------------- |
| Coombs 36' Aluko 52' Ógimi 57' | Jegyzőkönyv | Rollason 75' Taylor 81' |

| Kanko Stadion, Kagosima Nézőszám: 2 201 Játékvezető: Csong Dzsijong (dél-koreai) |

### Bronzmérkőzés
| 2013. december 7. 13:10 |

| Colo Colo                    | 3–3         | Sydney FC                            |
| ---------------------------- | ----------- | ------------------------------------ |
| Ascanio 8' Lara 86' Lara 88' | Jegyzőkönyv | Perry 22' Camilleri 23' Rollason 79' |
| Büntetőpárbaj                |             |                                      |
| Sáez Lara C. Soto Villamayor | 2–4         | Rollason Dumont Green Bolger Kerr    |

| Kagosima Stadion, Kagosima Nézőszám: 1 289 Játékvezető: Jamagisi Szacsiko (japán) |

### Döntő
| 2013. december 8. 13:10 |

| INAC Kóbe Leonessa                                   | 4–2         | Chelsea                   |
| ---------------------------------------------------- | ----------- | ------------------------- |
| Takasze 10' Goebel-Yanez 28' Dzsi 74' Nakadzsima 90' | Jegyzőkönyv | Williams 80' Blundell 83' |

| Adzsinomoto Field Nisigaoka, Tokió Nézőszám: 3 521 Játékvezető: Csin Liang (kínai) |

| INAC Kóbe Leonessa | Chelsea |

| GK               | 1  | Kaihori Ajumi          |  |     |
| DF               | 2  | Kinga Jukari           |  |     |
| DF               | 5  | Kai Dzsunko            |  |     |
| DF               | 25 | Mijake Siori           |  |     |
| DF               | 21 | Vatanabe Ajaka         |  |     |
| MF               | 10 | Dzsi Szojun            |  |     |
| MF               | 6  | Minamijama Csiaki      |  | 71' |
| MF               | 7  | Nakadzsima Emi         |  |     |
| FW               | 9  | Kavaszumi Nahomi (csk) |  |     |
| FW               | 17 | Beverly Goebel-Yanez   |  | 76' |
| FW               | 11 | Takasze Megumi         |  |     |
| Cserék:          |    |                        |  |     |
| GK               | 18 | Takenaka Rei           |  |     |
| DF               | 3  | Rebecca Moros          |  |     |
| DF               | 15 | Iszokane Midori        |  |     |
| DF               | 16 | Simizu Akane           |  |     |
| DF               | 22 | Jamada Maho            |  |     |
| MF               | 8  | Szava Homare           |  | 71' |
| MF               | 20 | Tanaka Jóko            |  | 76' |
| FW               | 13 | Nakada Aju             |  |     |
| FW               | 14 | Kjókava Mai            |  |     |
| FW               | 19 | Micsigami Ajaka        |  |     |
| Vezetőedző:      |    |                        |  |     |
| Isihara Takajosi |    |                        |  |     |

| GK          | 13 | Marie Hourihan   |     |     |
| DF          | 2  | Danielle Buet    |     | 88' |
| DF          | 6  | Laura Bassett    |     |     |
| DF          | 18 | Emma Wilhelmsson | 28' |     |
| DF          | 21 | Hannah Blundell  |     |     |
| MF          | 12 | Allie Long       |     | 69' |
| MF          | 19 | Laura Coombs     |     | 82' |
| MF          | 8  | Rachel Williams  |     |     |
| FW          | 22 | Rosella Ayane    |     | 45' |
| FW          | 7  | Ógimi Júki (csk) |     |     |
| FW          | 9  | Eniola Aluko     |     |     |
| Cserék:     |    |                  |     |     |
| GK          | 1  | Konno Mai        |     |     |
| DF          | 15 | Meaghan Sargeant |     | 69' |
| DF          | 26 | Laura Rafferty   |     | 88' |
| MF          | 4  | Drew Spence      |     |     |
| MF          | 11 | Nogucsi Aja      |     | 82' |
| MF          | 20 | Jodie Brett      |     | 45' |
| Vezetőedző: |    |                  |     |     |
| Emma Hayes  |    |                  |     |     |

| Asszisztensek: Tesirogi Naomi (japán) Ohata Csie (japán) Negyedik játékvezető: Szato Nami (japán) |

## Gólszerzők
| # | Név                  | Csapat             | Gól |
| - | -------------------- | ------------------ | --- |
| 1 | Francisca Lara       | Colo Colo          | 2   |
| 1 | Beverly Goebel-Yanez | INAC Kóbe Leonessa | 2   |
| 1 | Nakadzsima Emi       | INAC Kóbe Leonessa | 2   |
| 1 | Renee Rollason       | Sydney FC          | 2   |
| 5 | Yusmery Ascanio      | Colo Colo          | 1   |
| 5 | Eniola Aluko         | Chelsea            | 1   |
| 5 | Hannah Blundell      | Chelsea            | 1   |
| 5 | Laura Coombs         | Chelsea            | 1   |
| 5 | Rachel Williams      | Chelsea            | 1   |
| 5 | Ógimi Júki           | Chelsea            | 1   |
| 5 | Dzsi Szojun          | INAC Kóbe Leonessa | 1   |
| 5 | Kavaszumi Nahomi     | INAC Kóbe Leonessa | 1   |
| 5 | Takasze Megumi       | INAC Kóbe Leonessa | 1   |
| 5 | Trudy Camilleri      | Sydney FC          | 1   |
| 5 | Emma Kete            | Sydney FC          | 1   |
| 5 | Ellyse Perry         | Sydney FC          | 1   |
| 5 | Jodie Taylor         | Sydney FC          | 1   |

## Nyereményalap
A teljes nyereményalap 100 000 dollár volt.
- 1. helyezett: $60 000
- 2. helyezett: $30 000
- 3. helyezett: $10 000[7]